# Vilhelm Andersen
Vilhelm Rasmus Andreas Andersen (Nordrup, 16 de octubre de 1864-Copenhague, 3 de abril de 1953) fue un escritor e historiador danés.

## Biografía
Se graduó en la Academia de Sorø y estudió filología en la Universidad de Copenhague, donde luego sería profesor.